# Stefan Degen

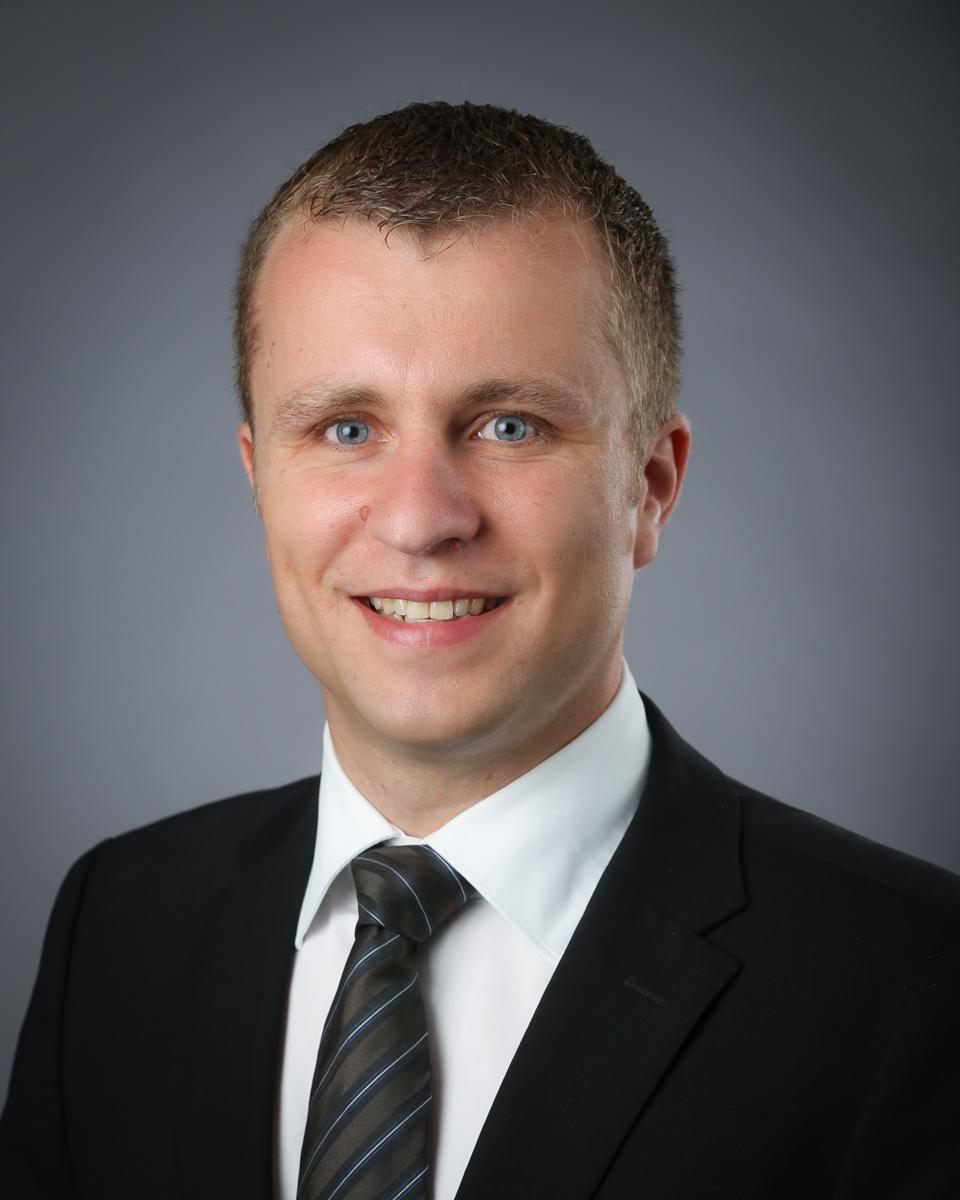
Stefan Degen (2014)

Stefan Degen (* 13. September 1981) ist ein Schweizer Politiker (FDP). Er ist diplomierter Wirtschaftsprüfer und Betriebsökonom. Er arbeitet als CFO in einer mittelständischen Unternehmung.
Degen war von Juli 2016 bis März 2022 Gemeinderat (Exekutive) der Einwohnergemeinde Gelterkinden und war von Januar 2018 bis Dezember 2024 Landrat, gewählt im Wahlkreis Gelterkinden. Er war seit dem 1. Juli 2019  Präsident des Begleitausschusses Finanzkontrolle. Bevor er Gemeinderat wurde, war er vier Jahre lang Mitglied der Gemeindekommission sowie ebenfalls vier Jahre Mitglied des Schulrates Kindergarten und Primarschule Gelterkinden.